# پاکوکلو
پاکوکلو (به اسپانیایی: Pacocollo) یک کوه در پرو است که در منطقه موکگوا واقع شده‌است. پاکوکلو ۵٬۱۱۳ متر بالاتر از سطح دریا واقع شده‌است.